# آلشورگمتس
آلشورِگمِتس (به مجاری:  Alsóregmec) یک سکونتگاه مسکونی در مجارستان است که در بورشود-آبااوی-زمپلن واقع شده‌است.